# Líbiai repüléstilalmi zóna

A líbiai repüléstilalmi zónát kikényszerítő katonai szövetség tagjai és légibázisaik

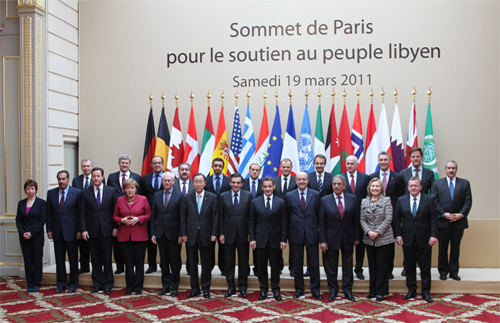
A párizsi Líbia-konferencia résztvevői

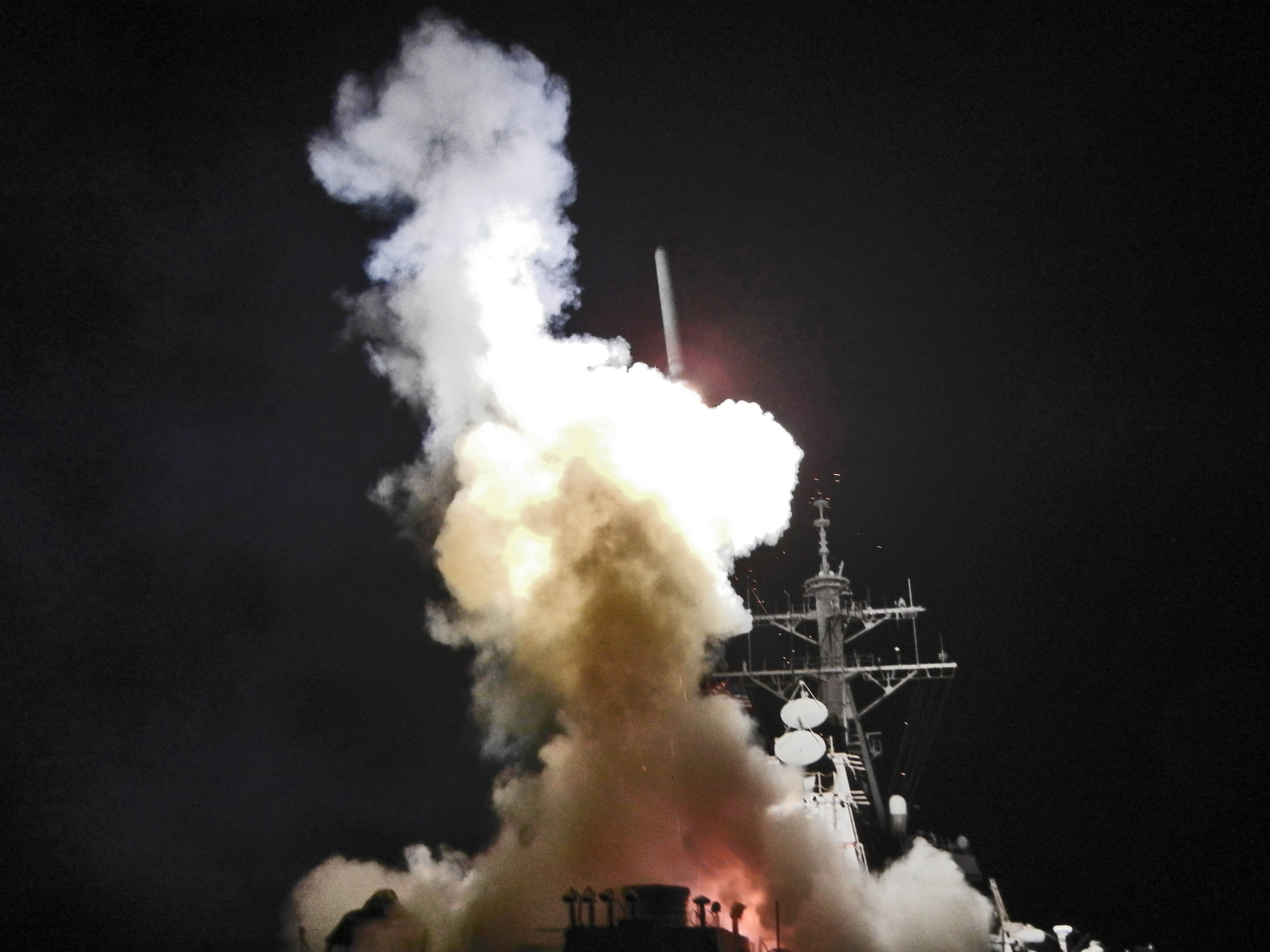
Az USS Barry romboló Tomahawk robotrepülőgépet indít 2011. március 19-én este a légtérzár támogatására

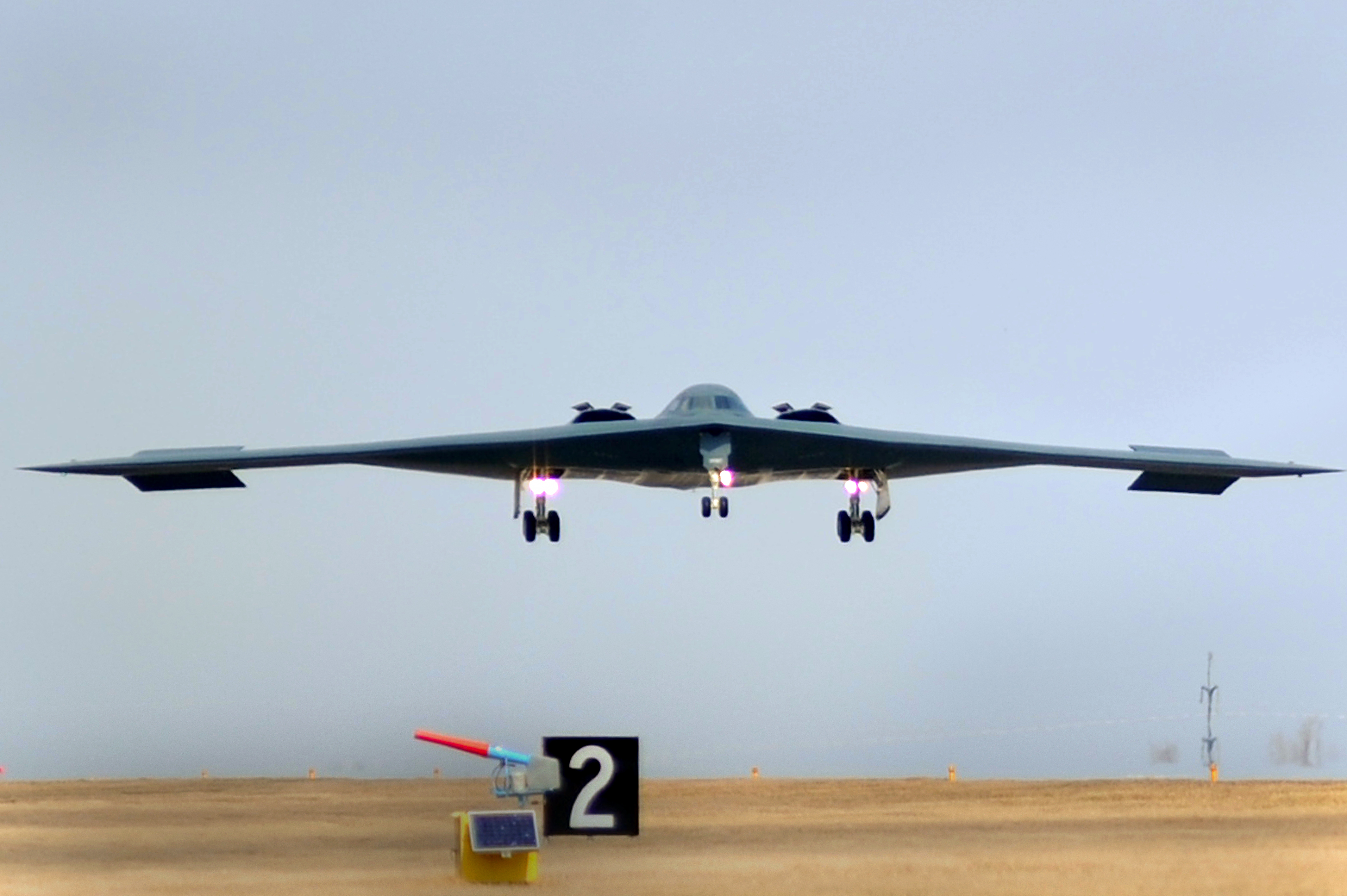
Leszálló B–2-es bombázó 2011. március 20-án

A líbiai repüléstilalmi zóna az ország légterére előírt nemzetközi repüléskorlátozási intézkedés, amely 2011. március 17-étől, az ENSZ BT 6498. ülésén rendeltek el. A légtérzárlat engedélyezése azért vált szükségessé, mert a Líbiai Légierő módszeresen légitámadásokat hajtott végre lakosságával szemben a líbiai polgárháborúban a határozat meghozataláig.
A légicsapások jelentős nemzetközi visszhangot váltottak ki, többek között ezért függesztette fel az ország tagságát az Arab Liga. A Liga indítványozta március 12-én a Biztonsági Tanácsban egy légtérzárlat megtervezését és elrendelését, a polgári lakosság védelme érdekében. Öt nappal később, március 17-én elutasítás nélkül, 10 igen és 5 tartózkodó szavazattal a Tanács megszavazta az 1973-as határozatot. Az öt tartózkodó közül Brazília, India, Kína és Oroszország nem támogat semmilyen katonai beavatkozást egy szuverén ország belügyeibe. A határozattal az ENSZ bármely tagállama feljogosulttá vált „minden szükséges intézkedés” („all necessary measures”) végrehajtására a líbiai lakosság védelme érdekében. Noha a katonai beavatkozást a BT azonnali hatállyal elrendelte, a tényleges beavatkozás mértéke és ideje másnap még nem realizálódott. A beavatkozás módjáról és mértékéről a párizsi Élysée-palotában válságtanács tárgyalt, amely március 19-én délután zárult le. Az amerikai, európai és az Arab Liga delegáltjai szándéknyilatkozatot fogadtak el, melyben kijelentik, katonai erővel is hajlandóak a BT határozatának érvényt szerezni. Mindaddig fenntartják az aktív katona jelenlétet, amíg harccselekmények lehetősége fennáll. Amint ez megszűnik, a líbiai vezetők visszatérhetnek a kérdés diplomáciai úton való rendezésére.
A BT határozat elfogadását követő második napon, március 19-én szombaton reggeltől Líbia kormányhű hadereje katonai támadásokat kezdeményezett a felkelők által ellenőrzött területek, köztük Bengázi ellen, mely harccselekményeket (tüzérségi tűzcsapások és szárazföldi támadás-előkészítés) a nap folyamán fenntartott. Erre válaszul a párizsi válságtanács döntését követően a Francia Légierő térségbe vezényelt alakulatai – a BA 113 Saint-Dizier-Robinson honi bázisú 1/7 Provence század (escadron de chasse 1/7 Provence) Rafale C-i – kora este megkezdték a katonai beavatkozást: kelet-európai idő szerint 17:45-kor megsemmisítették az első kijelölt katonai célpontokat, jelentette be Laurent Teisseire a francia Védelmi Minisztérium sajtószóvivője. A francia beavatkozás egyelőre Bengázi 100-150 km-es körzetére szorítkozott, a támadó légihadművelet célja a líbiai műveletek lelassítása, megállítása, jelentette ki Thierry Burckhard ezredes, a francia vezérkar szóvivője. Bejelentette, hogy a Charles de Gaulle repülőgéphordozó másnap, 20-án reggel kihajózik Toulonból és líbiai felségvizek felé lesz vezényelve. Közben a már második hete a térségben tartózkodó amerikai repülőgéphordozók folytatják felderítő bevetéseiket. Kanada 6 darab CF–18A-t, Dánia F–16AM-eket vezényelt a térségbe, a brit Királyi Légierő többek között két E–3 Sentry (a hét Sentry AEW.1-ből) légtérellenőrző repülőgépet rendelt a ciprusi támaszpontjára és vadászbombázókat az olasz avianoi NATO légi támaszpontra, az Olasz Légierő is fokozta harckészültségét. Amerikai Sentry-k Szicíliába települtek, illetve legalább négy darab EA–18G Growler rádióelektronikai lefogórepülőgép települt át egyidőben Avianóba a Reuters fotóriportja szerint.
Szombat este az Amerikai Védelmi Minisztérium szóvivője is sajtóközleményben jelentette be, hogy öt ország koalíciója – az Egyesült Államok, Franciaország, Nagy-Britannia, Kanada és Olaszország – megkezdte az ENSZ BT határozat érvényre juttatására irányuló, Líbia légvédelmét blokkoló Odüsszeia Hajnal hadművelet végrehajtását. A koalíciós légi hadműveletek fő céljai a Tripoli és Miszráta körzetében települő légvédelmi alakulatok bénítása, rombolása, vadászbombázó repülőgépekkel és manőverező robotrepülőgépekkel. A különítmény – Joint Task Force Odyssey Dawn (Odyssey Dawn egyesített csapásmérő kötelék) – parancsnoka Samuel J. Locklear tengernagy (Admiral) lett az Amerikai Haditengerészettől, zászlóshajója a USS Mount Whitney parancsnoki hajó. A kötelékbe további 24 hadihajót vezényeltek az öt koalíciós haditengerészettől, melyek közül már a térségben tartózkodik a USS Stout és a USS Barry amerikai rombolók és három amerikai tengeralattjáró a repülőgéphordozókon kívül. A tripoli kormányszóvivő polgári célok támadását jelentette, amelyet független források nem erősítettek meg. Az első nap 20 koalíciós támadórepülőgép vett részt a hadműveletben.
Mindeközben, szombat kora este az orosz külügyminisztérium Alekszandr Lukasevics külügyi szóvivője által közleményben fejezte ki sajnálatát, hogy a nyugati szövetségesek megkezdték a katonai beavatkozást Líbiában. Csehország miniszterelnöke szintén közölte, hogy az ország hadereje egyelőre nem kíván részt vállalni a műveletekben, a magyar honvédelmi miniszter pedig még szerdán kijelentette, hogy a Magyar Honvédség nem lesz képes részt vállalni benne.
Az amerikai irányítású Odyssey Dawn mellett a NATO vezérkara is közös műveleteket szervezett, melynek a Unified Protector („Egységes oltalmazó”) nevet adta, működése az ENSZ BT 1970-es és 1973-as határozatain alapult. A NATO művelet fenntartása – március 23.–október 31. – a líbiai Nemzeti Átmeneti Tanács október 23-i békehirdetménye után a 222. napon lett hivatalosan lezárva.